# Каирски университет
Каирският университет е висше училище в гр. Гиза, Египет, непосредствено до метрополиса Кайро.

## Факултети
В Каирския университет има факултети по право, медицина и други.

## История
Университетът е основан на 21 декември 1908. Той е плод на усилията да се създаде национален център за свободна мисъл. Британските окупационни власти, предвождани от Лорд Кромър, са против създаването му, като се опасяват, че създаването му ще предизвика разногласия.
Организацията „Мюсюлманско братство“ възниква в Каирския университет през 1928.

## Випускници
Пред името на випускниците е поставена годината, през която те са завършили университета.
- ? – Баха Тахер (р. 1935), писател
- 1968 – Мохамад Сауд Алламия, посланик на Кувейт в България
- 1978 – Мохамад Морси, политик